# رخا
محمد عبد المنعم رخا (11 يوليو 1910 - 18 أبريل 1989) هو رسام كاريكاتير مصري.

## حياته ونشأته
- وُلد محمد عبد المنعم رخا في 11 يوليو 1910م [4]في قرية سنديون التابعة لمركز قليوب بمحافظة القليوبية.[5]
- هو أول رسام كاريكاتيري في تاريخ الصحافة المصرية،[6]
- دخل رخا السجن في عام 1933 لمدة أربع سنوات بتهمة الإساءة إلى الملك في رسومه.[7]
- قام بنشر رسومه في الصفحة الأولى يومياً في مجلة "المصري.[8]
- أنشأ رخا وترأس الجمعية المصرية لرسامي الكاريكاتير في يناير عام 1984م،
- في مدرسة رخا تخرجت معظم الأسماء التي أصبحت شهيرة بعد ذلك مثل: عبد السميع عبد الله، وزهدي العدوى، وصلاح جاهين، وجورج البهجوري، ومصطفى حسين.[9]

## الشخصيات الكاريكاتيرية التي أبدعها رخا[10]
- ابن البلد
- بنت البلد
- رفيعة هانم
- السبع أفندي
- حمار أفندى
- قرفان أفندى
- ميمي بيه
- غني حرب
- سكران باشا طينة

## صدر للفنان رخا كتب
- "الأعمال الشعرية لرسومات رخا"
- "صور ضاحكة"

## الجوائز والأوسمة
- حصل على وسام الاستحقاق 1976
- نال وسام الجمهورية 1981
- فاز بجائزة مصطفى أمين لدوره الرائد في الكاريكاتير المصري وهو في عمر 75 عاما

## وفاته
توفى الرسام وفنان الكاريكاتير محمد رخا في 18 أبريل عام 1989م عن عمر يناهز الثمانية والسبعون.